# Plágaro
Plágaro es una localidad situada en la provincia de Burgos, comunidad autónoma de Castilla y León (España), comarca de Las Merindades, partido judicial de Villarcayo, ayuntamiento de Valle de Tobalina.

## Geografía
En el valle del Ebro, entre la Sierra de Arcena al norte y la Sierra de Pancorbo al sur; a 43 km de Villarcayo, cabeza de partido, y a 91 de Burgos. Comunicaciones: autobuses de Briviesca a Barcina del Barco y de Villarcayo a Miranda de Ebro, con parada a 3 km.

## Demografía
En el censo de 1950 contaba con 71 habitantes, reducidos a 0 en 2007.

## Historia
Villa en el Valle de Tobalina, en el partido de Castilla la Vieja en Burgos, jurisdicción de señorío, ejercida por el Duque de Frías, quien nombraba su alcalde ordinario.
A la caída del Antiguo Régimen queda agregado al ayuntamiento constitucional de Valle de Tobalina, en el Partido de Villarcayo, perteneciente a la región de Castilla la Vieja.

## Fiestas y costumbres
Fiesta local el día 26 de septiembre, festividad de San Cosme y San Damián. Es famosa la romería en la Ermita de los Mártires de este desaperecido pueblo, que se celebra el sábadio anterior al 27 de septiembre.

## Parroquia
Iglesia católica de San Pedro Apóstol, dependiente de la parroquia de San Martín de Don en el arciprestazgo de Medina de Pomar , diócesis de Burgos.